# Campionato italiano di ciclismo su strada 1927
Il Campionato italiano di ciclismo su strada 1927 si svolse su cinque prove dal 6 giugno al 30 ottobre 1927 e vide l'affermazione di Alfredo Binda.

## Calendario
| Data         | Evento                        | Vincitore           | Squadra               |
| ------------ | ----------------------------- | ------------------- | --------------------- |
| 6 giugno     | Giro d'Italia (1927)          | Alfredo Binda       | Legnano-Pirelli       |
| 10 luglio    | Giro di Toscana (1927)        | Alfredo Binda       | Legnano-Pirelli       |
| 4 settembre  | Giro dell'Emilia (1927)       | Domenico Piemontesi | Bianchi-Pirelli       |
| 20 settembre | Corsa del XX settembre (1927) | Giuseppe Pancera    | Berrettini-Hutchinson |
| 30 ottobre   | Giro di Lombardia (1927)      | Alfredo Binda       | Legnano-Pirelli       |

## Classifica
| Pos. | Corridore           | Squadra               | Punti |
| ---- | ------------------- | --------------------- | ----- |
| 1    | Alfredo Binda       | Legnano-Pirelli       | 19    |
| 2    | Domenico Piemontesi | Bianchi-Pirelli       | 7     |
| 2    | Giuseppe Pancera    | Berrettini-Hutchinson | 7     |
| 2    | Antonio Negrini     | Wolsit-Pirelli        | 7     |
| 5    | Giovanni Brunero    | Legnano-Pirelli       | 6     |
| 6    | Michele Gordini     | Indipendente          | 5     |
| 7    | Arturo Bresciani    | Bianchi-Pirelli       | 4     |
| 8    | 4 ciclisti ex æquo  | -                     | 3     |